# Фонтан Крауна
Фонтан Кра́уна (англ. Crown Fountain) — интерактивное произведение паблик-арта в США, видео-скульптура. Фонтан расположен в Миллениум-парке в районе Чикаго-Луп.
Он был спроектирован испанским художником Жауме Пленса и возведён компанией Krueck and Sexton Architects; был открыт в июле 2004 года. Фонтан представляет собой неглубокий слой воды в ложе из чёрного гранита, расположенный между двух башен из стеклоблоков. Высота башен составляет 15,2 м; в них встроены светодиоды, при помощи которых на сторонах башен, обращённых друг к другу, демонстрируются динамические изображения. Строительство и дизайн фонтана Крауна обошлись в 17 млн долларов. Вода подаётся с мая по октябрь, периодически стекая каскадом вниз по двум башням или струёй через сопло на передней стороне каждой башни.
Жители города и критики хвалят фонтан за оригинальность, смелые архитектурные решения и возможность развлечения. Испанский художник Жауме Пленса подчёркивает темы дуализма, света и воды, расширяя использование видеотехнологий из предыдущих работ. Он выделил фонтан среди многочисленных подобных сооружений Чикаго: он ничем не ограничен, посетители могут свободно плескаться в воде. Фонтан Крауна, благодаря своему универсальному дизайну, доступен всем посетителям парка.
Фонтан был одним из самых спорных объектов Миллениум-парка. По завершении строительства наверху фонтана были установлены камеры наблюдения, что вызвало бурный протест общественности и их скорый демонтаж. Постепенно фонтан проник в поп-культуру Чикаго и стал очень популярным объектом для фотографов, а также местом для встреч. Фонтан представляет собой общественную игровую площадку и предлагает жителям прохладу жарким летом, позволяя детям резвиться в воде.

## Концепция и дизайн
Грант-парк, который находится между озером Мичиган и Центральным деловым районом, обычно называют «парадным двором Чикаго». На северо-западе до 1997 года находились железнодорожные станции и автостоянки Центрального Иллинойса, затем в этой части города был построен «Миллениум-парк». Миллениум-парк был задуман в 1998 году как венец Грант-парка для празднования нового тысячелетия. Его строительство осуществляли всемирно известные архитекторы, художники, дизайнеры, архитекторы и градостроители. По состоянию на 2007 год Миллениум-парк уступал только Военно-морскому пирсу, достопримечательности Чикаго. Фонтан расположен в центре Чикаго. К северу от фонтана расположены одни из самых высоких зданий в США (Аон-центр и другие).

### Выбор художника
В декабре 1999 года Лестер Краун и его семья согласились спонсировать сооружение фонтана в Миллениум-парке. В отличие от других спонсоров парка, Крауны действовали независимо от официальных лиц парка; они провели независимые исследования водных технологий, собственный неформальный конкурс дизайна и продолжали активно участвовать в разработке проекта.
Крауны непредубеждённо относились к выбору художника, были приверженцами современного стиля и объявили конкурс среди дизайнеров. Жауме Пленса исследовал традиции и историю фонтанов, а также изучал антропоморфизм в образах фонтанов. Он представил свои идеи в виде слайдов от средневековья до XX века, включавших исторический аспект, компьютерную анимацию, использование мимики. Финалистами конкурса также стали Майя Лин, представившая низкую горизонтальную конструкцию, и Роберт Вентури, предложивший фонтан высотой 46 м.
В январе 2000 года Пленса получил заказ на проектирование фонтана. Инсталляция представляла собой видео-скульптуру, срок эксплуатации которой составлял тридцать лет.

### Художественный дизайн

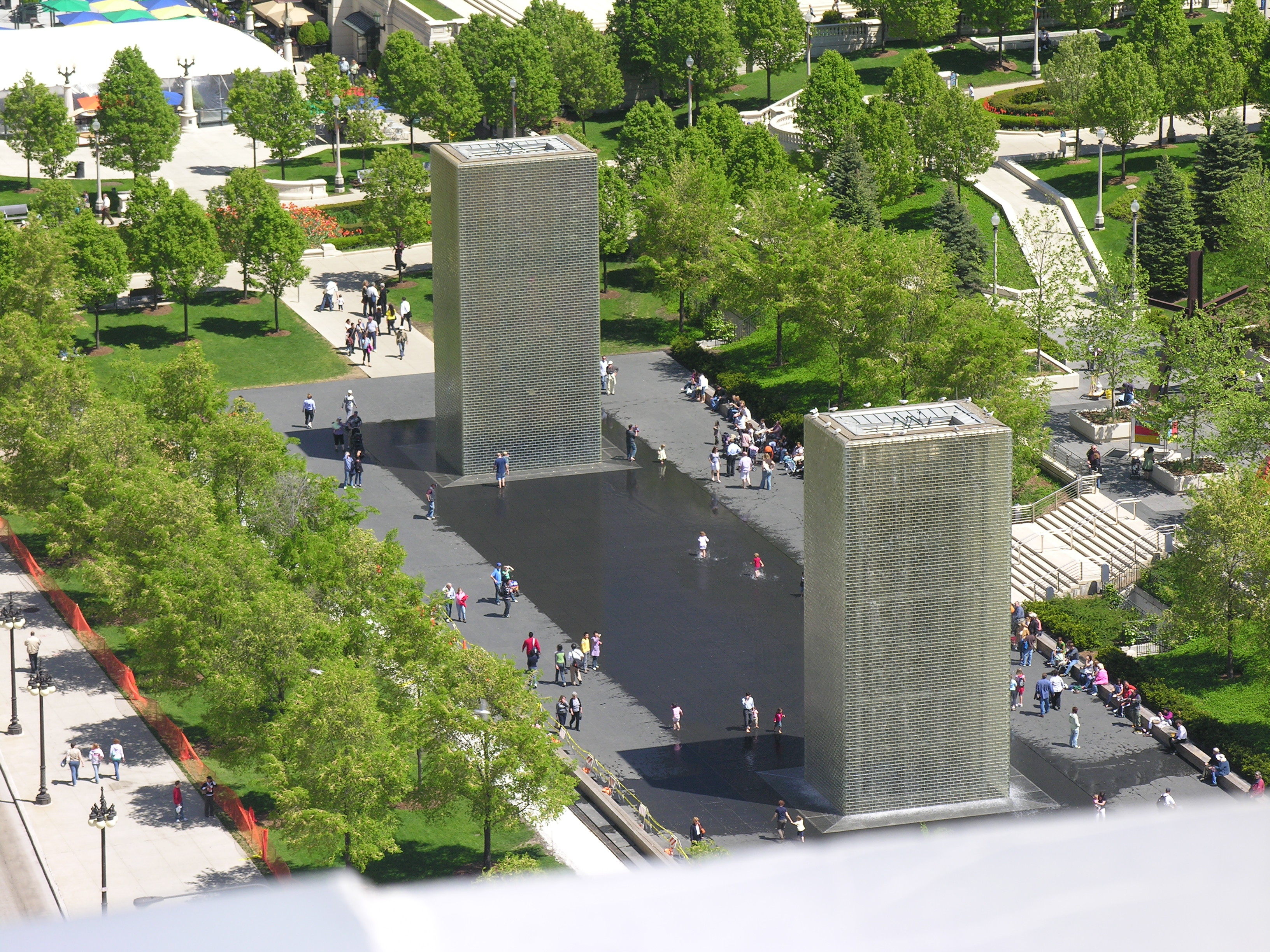
Противоположные 15-метровые башни олицетворяют тему дуализма Пленсы. Вид на фонтан: башни фонтана из стеклоблоков с крыши соседнего здания

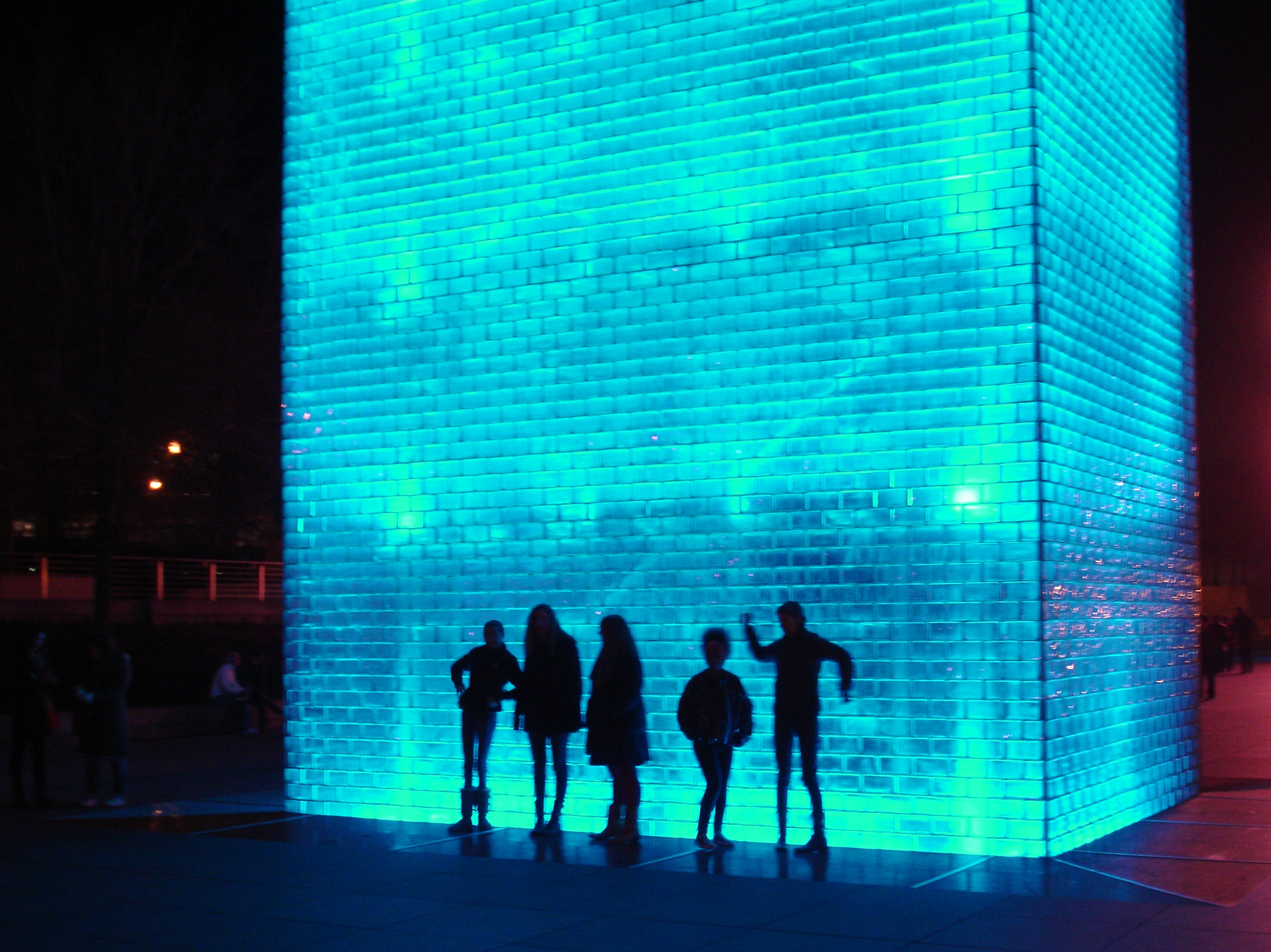
Туристы часто взаимодействуют с фонтаном, их силуэты отображаются на фоне ночного освещения фонтана

До фонтана Крауна, исследуя философию дуализма, Пленс создал такие скульптуры на открытом воздухе как Звезда Давида (англ. The Star of David, Площадь Рауля Валленберга, англ. Wallenberg Square, 1998 год, Стокгольм), Мост света (англ. Bridge of Light, 1998 год, Иерусалим). Свет, светодиодные технологии, видео и компьютерный дизайн применялись в таких работах как «Стеклянная душа и мистер Нет» (нем. Gläserne Seele & Mr. Net, Бранденбург, 1999—2000 годы). Фонтан Крауна — это опыт световых тем и использования видеотехнологий.
Приверженец дуализма, Пленс для фонтана Крауна выбрал две случайных фотографии, как бы «разговаривающих» друг с другом, полагая, что таким образом он сможет представить разнообразие населения города как по этническому, так и по возрастному признаку. Художник отобразил социокультурную эволюцию города, постоянно обновляя коллекцию изображений. Она стала частью поп-культуры города; в первых нескольких эпизодах первого сезона телесериала «Побег» появляются кадры с фонтаном.
Пленса вовлекает зрителя в интерактивную связь с искусством, побуждает посетителей плескаться в бассейне, бороться за положение под струёй воды и перемещаться под водопадом. Эта интерактивность была в какой-то степени случайной. Город планировал превратить фонтан в аквапарк для детей, со временем национальная пресса стала указывать на фонтан Крауна как на временное укрытие от жары для жителей Большого Чикаго.

### Видео-производство
Примерно 75 этнических, социальных и религиозных организаций Чикаго предоставили кандидатов (людей из местных школ, церквей и общественных групп), лица которых были сфотографированы для демонстрации на башнях фонтана. Съёмки начались в 2001 году в центре кампуса Школы Института искусств Чикаго (SAIC). Студенты SAIC снимали своих испытуемых с помощью видеокамеры высокой чёткости той же модели, которая использовалась при создании трёх приквелов «Звёздных войн». Около 20 студентов SAIC приняли участие в неофициальных магистерских курсах по паблик-арту в рамках проекта. Преподаватели Колумбийского колледжа Чикаго также принимали участие в создании видео. Оборудование высокой чёткости использовалось из-за масштабности проекта. Поскольку пропорции изображения были как у киноэкрана с шириной, намного превышающей его высоту, камера во время съёмки была повёрнута набок. Поскольку не существует штатива для камер, повёрнутых на бок, было использовано регулируемое кресло парикмахера/дантиста, чтобы свести к минимуму необходимость в перемещении современной камеры во время съёмки. Тем не менее, в некоторых случаях были необходимы цифровые манипуляции для правильного моделирования вытянутых в трубочку губ в точном нужном месте на видео. Многие лица приходилось растягивать, чтобы рты располагались должным образом. Кроме того, каждое видео было скорректировано по яркости, контрасту и насыщенности цвета. Оборудование для воспроизведения и видеоролики пришлось дополнительно регулировать с учётом солнечного света во время просмотра.
Каждое лицо появляется на скульптуре в течение 5 минут с использованием различных частей отдельных 80-секундных видеороликов. 40-секундный отрывок воспроизводится на одну треть вперёд и назад, в общей сложности 4 минуты. Затем идёт следующий сегмент продолжительностью до 15 секунд, на котором губы человека вытянуты в трубочку. На видео продолжительностью 30 секунд кажется, что вода льётся из открытого рта; после того, как вода вытекает полностью, появляется улыбка продолжительностью до 15 секунд. Из первоначальных 1051 снятых сюжетов 960 видеороликов были отобраны как пригодные для использования в проекте. Первоначально предполагалось, что выбранные изображения будут лишь началом работы, но по состоянию на 2009 год никаких дополнительных видеороликов не планировалось.
Чтобы добиться эффекта, при котором вода кажется вытекающей изо рта, в каждом видео есть сегмент, в котором губы людей вытянуты в трубочку, он синхронизируется с потоком воды, напоминающим фонтаны гаргулий. Каждое лицо было обрезано по краям так, чтобы не было видно ни волос, ни ушей.

## Проектирование и строительство
Семья Краун, в честь которой назван фонтан, пожертвовала десять миллионов долларов на строительство и проектирование. Семья Гудмэнов, известная тем, что финансировала театр Гудмана, также внесла большой вклад. Полная стоимость строительства — 17 миллионов долларов — была покрыта за счёт частных пожертвований. Первоначально предполагаемая стоимость фонтана составляла 15 миллионов долларов.
После того, как два архитектурных бюро отказались от контракта на воплощение проекта Пленса в жизнь, была найдена компания Krueck and Sexton Architects. Паблик-арт был отходом от портфолио Krueck & Sexton, в котором преобладали жилые и офисные объекты, включая такие здания, как Институт Спертуса. Сотрудничество между художником, архитектурной командой и консультантами оказалось решающим для успеха проекта. Водное зеркало фонтана на чёрном граните имеет размеры 15,2×71 м, глубина бассейна составляет 0,25 дюйма (6,4 мм). На двух светодиодных экранах фонтана демонстрируются видеоролики, каждая башня имеет размеры 15,2×7,0×4,9 м. Для фонтана была разработана специальная Т-образная рама из нержавеющей стали, которая способна выдерживать нагрузку от стен высотой 15,2 м и напор ветра. Каркас удерживает светоблоки и зигзагообразно передаёт нагрузку на основание. Стальные стержни диаметром 12 мм крепятся к конструкции и к раме для обеспечения поперечной устойчивости, а треугольные угловые кронштейны усиливают опоры.
Фонтан Крауна
После беседы с несколькими десятками фирм-производителей стекла, L. E. Smith Glass Company стала компанией, производящей 22 500 стеклоблоки, близкие к верхнему пределу размера прессового стекла, полученного из литого вручную расплавленного стекла и чугунных форм. В процессе использовались песок и кальцинированная сода, нагретые до температуры 1430 °C, которые «подбирались» большим глиняным шаром, напоминающим медоносец. В то время как обычно для формирования прямоугольных стеклянных блоков расплав подаётся под давлением, чтобы гарантированно заполнить углы формы, в данном случае производители полагались исключительно на силу тяжести. Заполненная форма отжигалась (повторно нагревалась в печи до 593 °C), после чего ей давали возможность охладиться. В день производилось около 350 стеклоблоков, всё производство заняло четыре месяца.
Стекло было изготовлено на заказ на заводе в Маунт-Плезант, штат Пенсильвания, и отправлено производителю стеклянных панелей в Мелборн. Затем панели были отправлены на грузовиках в Чикаго. Для фонтана использовалось не обычное зелёное, а специальное белое стекло, которое образуется из-за примесей железа, что обеспечивает повышенную чёткость изображения. Каждый блок имеет размеры 127×254×51 мм, и он достаточно тонкий, чтобы создавать искажения изображения. На каждом блоке одна из шести поверхностей отполирована, остальные пять поверхностей текстурированы.
Создание конструкции из стеклянных блоков было сложной задачей. Сначала команда дизайнеров думала о переходе на пластиковые блоки, но была найдена компания Circle Redmont Inc., которая специализируется на производстве сборных стеклянных панелей в городе Мелборн. Компания Circle Redmont разработала проект крепления решёток из стеклоблоков сбоку, чтобы их можно было использовать в качестве строительных элементов. Индивидуальные решётки из стеклоблоков имеют высоту 1,5 м и ширину 4,9 м или 7,0 м с количеством стеклоблоков 250 штук. Каждая башня состоит из 44 решёток, уложенных друг на друга и сваренных между собой. Благодаря преломлению света в стекле и малой толщине металлической рамы, связывающая блоки сетка практически невидима.
Фонтан использует 50 000 литров воды в час; 97 % использованной воды возвращается в систему и используется повторно. Чтобы подать воду к соплу, потребовалась изобретательность. Хотя было рассмотрено исключение светодиодной плитки, всё равно в этом случае изображения выглядели бы так, будто на каждом из них отсутствует зуб. Вместо этого одна плитка в каждой башне утоплена на 150 мм для установки прозрачной трубы диаметром 25 мм для водяного сопла. Вода регулярно льётся по фонтану и по сторонам башен и периодически льётся из сопла. Два индивидуальных осветительных прибора вносят свой вклад в художественное оформление фонтана: изготовленный на заказ стеклянный блок на верхнем крае для направления спуска воды остаётся незаметным, как и пластиковая насадка, прикреплённая к раме из нержавеющей стали. Они контролируют скорость потока воды и снижают ответственность городских властей за любые возможные травмы. Обычно травмируются дети, играющие в фонтане или под водопадом. Риск того, что вода, вырывающаяся из сопла, может сбить людей с ног, сделал проектирование фонтана сложной задачей, особенно с юридической точки зрения.
В фонтанах используется более миллиона светодиодов. На внутренней поверхности каждой башни расположены 147 экранов меньшего размера с общим количеством 264 480 светодиодных пикселов (каждый с двумя красными, одним синим и двумя зелёными светодиодами). Физические требования к светодиодным экранам, в частности к красным, зелёным и синим светодиодам с длительным сроком службы и необходимой схемотехнике, создали три основные проблемы: поддержка конструкции, борьба с тепловыделением и оптимизация восприятия дисплея. Пленса использовал светодиоды в предыдущих проектах и имел некоторый опыт решения этих проблем. Светодиодная конструкция поддерживается не как одна стена, высота которой составляет 15 м, а как несколько сегментов, которые заметны в виде видимых горизонтальных полос через каждые несколько метров: они показывают, где поддерживается светодиодное оборудование. Вырабатываемое тепло отводится вентиляторами, которые нагнетают более холодный воздух снизу, затем он выбрасывается наружу через вытяжную трубу.
Светодиоды были выбраны потому, что это был самый дешёвый вариант из возможных приспособлений для изменения цвета. Светодиоды входят в электрическую цепь, вызывая свечение за счёт движения электронов в полупроводниковом материале и делая ненужной нить накала, поэтому лампы никогда не перегорают и не нагреваются слишком сильно. К экранам были добавлены рёбра, чтобы прямые солнечные лучи не попадали на светодиоды. Светодиоды ColorBlast 12 Пленс использовал для освещения конструкций башни и стекла для того, чтобы башни имели полупрозрачный внешний вид. Электроника была разработана с учётом того, что её можно адаптировать ко времени суток, погоде и сезону, а также достичь желаемых показателей долговечности и надёжности на протяжении столетия. Команда разработчиков гарантировала тридцатилетний срок эксплуатации.
В бассейне фонтана площадью 875,4 м2 использовалась брусчатка размером 0,91 × 0,91 м и весом 110 кг. Брусчатка опирается на опоры винтового домкрата для выравнивания и установки регулировочных шайб. Брусчатка идеально выровнена, в фонтане установлены многочисленные датчики, регулирующие поток и уровень воды.
Во время строительства подземный гараж оставался открытым. Дополнительной проблемой было проектирование конструкции, облегчающей внутренний доступ для текущего обслуживания и ремонта, при одновременном размещении двух уровней подземной парковки под ней. Проблема была решена путём объединения T-образной решётки для поглощения веса с примерно 150 «выносными опорами» или «связками», вставленными через видеостену для поддержки стеклянных блоков и поглощения ветровых нагрузок. Такая конструкция позволяет снимать отдельные стеклянные блоки для очистки или ремонта без нарушения работы дисплея. Фильтрованный воздух внутри башен помогает свести к минимуму необходимость очистки.
Дизайн фонтана Крауна не только предусматривал внутренний доступ для технического ремонта, но и включал образцовый, недискриминационный, безбарьерный доступ ко всем системам и устройствам. Архитектор Эд Улир (англ. Ed Uhlir), Мэрия по делам людей с ограниченными возможностями (Chicago MOPD) и полиция Чикаго сделали всё возможное, чтобы все посетители без исключения имели равный доступ к достопримечательностям, включающие в себя пандусы и отсутствие физических барьеров (оград, высоких бордюров), и т. д., которые бы мешали посетителям в инвалидных колясках пользоваться фонтаном. Сила падающей воды также рассчитана на весь спектр возможных интерактивных посетителей.

## Открытие и работа

### Открытие
Строительство видео-скульптур было завершено для тестирования без пуска воды 18 мая 2004 года. Первоначально Жауме Пленса планировал чередование демонстрации лиц каждые 13 минут, пока проводились испытания скульптуры. В конце концов, профессора Школы Чикагского института искусств убедили автора уменьшить время чередования видеороликов до пяти минут.
Дизайн Пленсы для фонтана Крауна был представлен публике 16—18 июля во время торжественного открытия Миллениум-парка в 2004 году. На момент открытия фонтан Крауна, как и близлежащий фонтан Клауд-Гейт, был незаконченным, потому что только 300 видеороликов были адаптированы для публичного показа. Фонтан официально открыт 24 июля 2004 года в рамках специальной частной вечеринки по сбору средств, в рамках которой было собрано 3 млн долларов для Фонда охраны природы Миллениум-парка (англ. Millennium Park Conservancy fund).

### Работа
Центр управления синхронизацией изображений, потока воды, цвета и интенсивности освещения находится под одной из башен, в помещении площадью 51 м2. Там размещены видеосерверы высокого разрешения и датчики температуры оборудования. На жёстких дисках хранятся все индивидуальные электронные компьютерные файлы видео с лицами. Компьютерные программы автоматически включают и выключают воду в момент, когда губы на лице сужаются в трубочку, если позволяют погодные условия. Использование изображений с низким, а не с высоким разрешением было менее затратным и создавало приемлемый дисплей для среднестатистического зрителя.
Система управления шоу Barco выбирает последовательность лиц по одному и определяет случайный выбор освещения башни одного из восьми цветов светодиодов, запрограммированных в системе электронного управления театром (ЭУТ). Ночью система ЭУТ управляет прожекторами, которые освещают каскадную воду и затемняются специальными прерывателями цепи замыкания на землю для влажных зон. Диспетчерская занимает площадь, равную 26 парковочным местам в подземном гараже, что обходится городу в 100000 долларов в год альтернативных издержек упущенной выгоды (в долларах 2004 года). Список вопросов обслуживания фонтана очень обширен: от защиты от детей, удаляющих клей между стеклоблоками, до труб, нуждающихся в обслуживании. По состоянию на 2014 год ежегодные расходы на содержание фонтана составляли примерно 400000 $. Обычно вода фонтана подаётся с середины весны до середины осени, но изображения демонстрируются на экранах круглый год.

### Цифровая скульптура

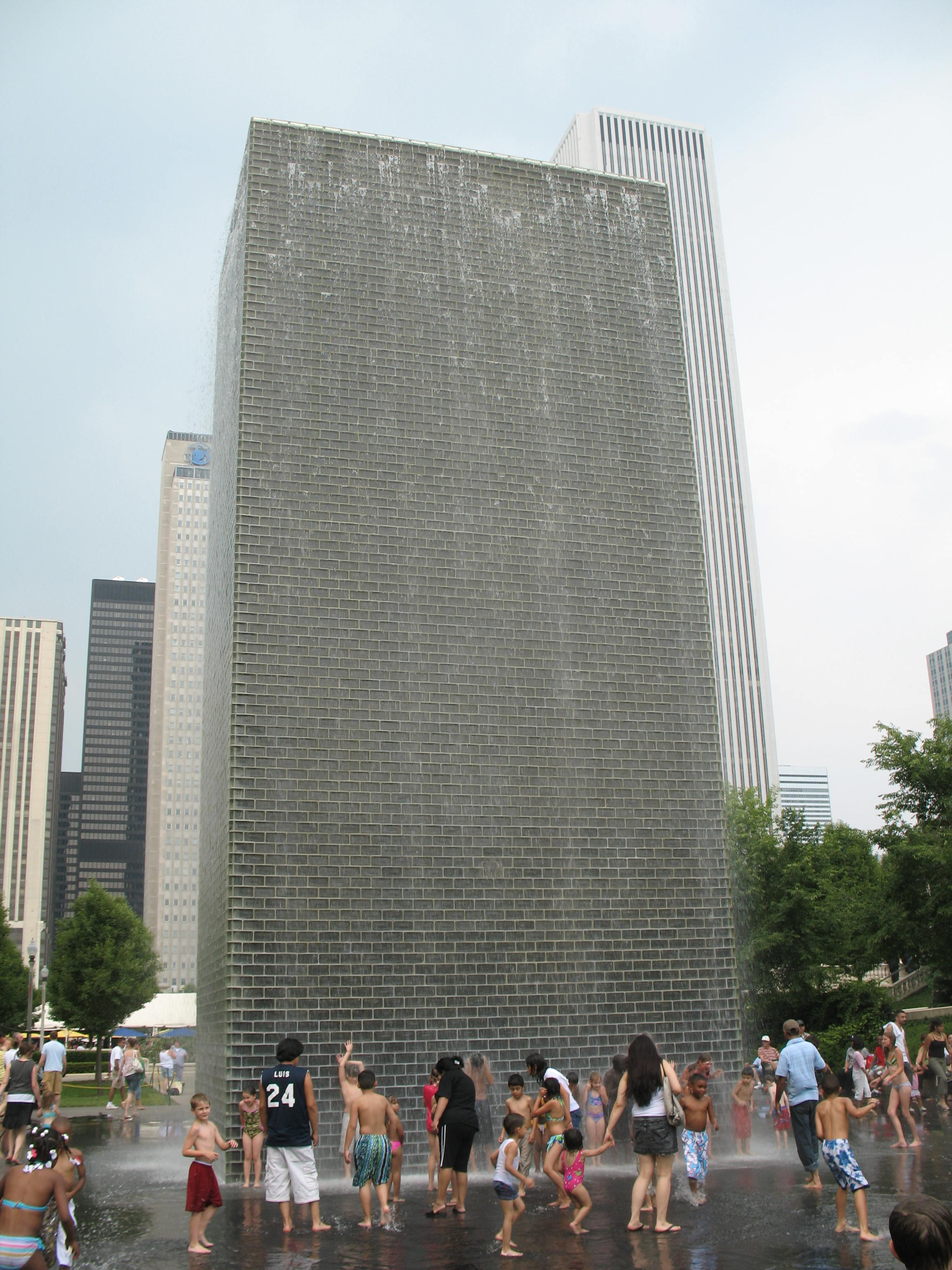
Каждые 15 минут светодиоды гаснут, и между отдельными видео появляется небольшая пауза

Передняя сторона каждой башни оживлена непрерывной динамической демонстрацией света и электронных изображений. На экранах башен периодически отображаются фрагменты пейзажей, например, водопадов, но наиболее интригующим является отображение лиц жителей Чикаго. Около 1000 лиц чикагцев показываются в случайном порядке, который определяется с помощью контроллера шоу Barco. Каждое лицо отображается в течение пяти минут с коротким промежутком между видео. Летом появляется не более 12 лиц в час, зимой показывается версия без последней минуты анимации, так что каждый фрагмент видео составляет всего четыре минуты. Видеосюжет также включает трёхминутную водную сцену каждые полчаса и 30-секундную смену цвета на чёрный каждые 15 минут. Если бы все лица отображались последовательно, а не случайным образом, каждое из них появлялось бы примерно раз в восемь дней. В июньской статье 2007 года в «Chicago Sun-Times» сообщалось, что многие из испытуемых, изображения которых были оцифрованы для проекта, ещё не видели свои изображения и не слышали, чтобы кто-то их видел.
Изображения лиц создают впечатление, что вода, истекающая с граней башен, вытекает изо рта отображаемого объекта. На самом деле она вытекает из полутораметрового сопла, расположенного в центре каждой внутренней грани на высоте 3,7 м над отражающим бассейном. Изображения показываются ежедневно круглый год, в то время как вода падает вниз с 1 мая по 31 октября, если позволяет погода. Парк открыт для посещений ежедневно с 6:00 до 23:00.
Каждая башня освещается изнутри с трёх сторон примерно 70 изменяющими цвет светодиодными осветительными приборами на каждой башне. На четвёртой стороне расположены противоположные светодиодные экраны Barco. Ночью некоторые видеоролики заменяются изображениями природы или сплошным цветом. Также ночью, другие три стороны фонтана меняют цвет. Внешние поверхности Color Kinetics случайным образом отображают полупрозрачное свечение одного из восьми цветов вместе с каждой из противоположных внутренних поверхностей. Видео-скульптура с множеством режимов каскадного фонтана и фонтана из струи воды представляет собой плавное, динамично развивающееся произведение искусства.

### Фонтан
Фонтан Крауна имеет слив (на фото вверху справа) и способен сливать 43608 литров воды в минуту. Когда видео нет на передней части башни, вода стекает каскадом по каждому из фасадов. Вода фильтруется, перекачивается и рециркулируется. Двойные бюветы под каждой башней забирают воду из резервуара под отражающим бассейном. 12 механических насосов регулируются из диспетчерской в подземном гараже под южной башней фонтана. Вода в отражающем бассейне имеет глубину примерно 0,3 мм.

## Споры
Ещё до завершения строительства фонтана в 2004 году президент Чикагского института искусств Джеймс Вуд (англ. James Wood) считал, что строения будут слишком высокими, другие лидеры общины посчитали, что высота и масштаб проекта обусловлены «состязанием по ссорам» с другими художниками-исполнителями в парке. Грант-парк находится под защитой «навсегда открытого, ясного и свободного» законодательства с 1836 года, поэтому в городе действуют ограничения по высоте при строительствеМонтгомери Уорда на здания и сооружения в Грант-парке. Фонтан Крауна и Павильон Джея Прицкера, высота которого составляет 42,0 м, были освобождены от ограничения по высоте, так как представляли собой произведения искусства, а не просто здания или сооружения.
В ноябре 2006 года фонтан Крауна стал предметом общественного обсуждения, когда город добавил камеры наблюдения наверху каждой башни. Камеры, приобретённые за счёт гранта Министерства внутренней безопасности на сумму 52 млн долларов в районе Чикаго, были частью системы наблюдения, дополняющей восемь других камер в Миллениум-парке. В городе заявили, что камеры, аналогичные тем, которые используются по всему городу в районах с высоким уровнем преступности и на транспортных развязках, должны были оставаться на башнях в течение нескольких месяцев, пока не будут установлены постоянные, менее заметные. Городские власти проконсультировались с архитекторами, которые сотрудничали с Пленса в проекте башен фонтана, но сам Пленса не был уве́домлен о таком решении. Общественная реакция была негативной, сообщество осудило камеры на башнях как неуместные и вредные. Городские власти заявили, что камеры были установлены, в основном, из соображений безопасности, но также частично и для того, чтобы помочь чиновникам парка отслеживать перегоревшие фонари. Chicago Tribune опубликовала статью, касающуюся камер, и благодаря негативной реакции общественности, камеры были удалены на следующий день. Пленса поддержал их удаление.

## Обновление
В 2014 году была произведена замена аппаратного и программного обеспечения, планировалась замена светодиодного освещения лампами накаливания на каждой из поверхностей, не относящихся к видеодисплеям, и замена светодиодов видеоповерхности. Пленса также понимал, что будущие поколения могут пожелать обновить лица, используемые при смене видео, чтобы отразить изменения. С 2014 по 2016 год коллекция видеороликов пополнилась на 1000 лиц.

## Критика

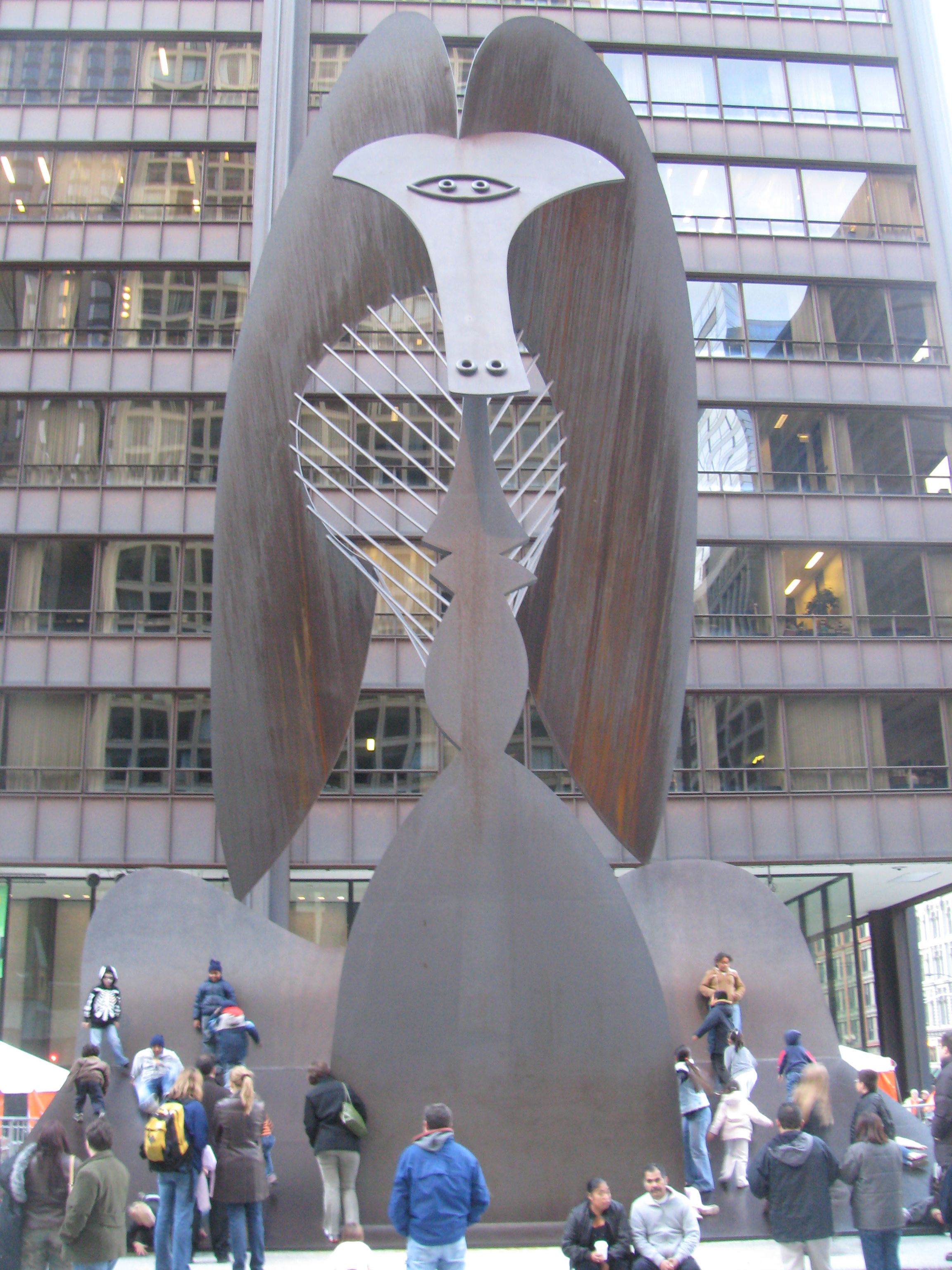
Захватывающую интерактивность фонтана Крауна можно сравнить с близлежащим Лазалки (тренажёрная детская «площадка-джунгли») или, например, открытой (доступной) скульптурой Чикаго-Пикассо

Фонтан Крауна, фонтан Треви и Букингемский фонтан, а также природные водные объекты, такие как Старый Служака, являются примерами того, как они способны привлекать людей и удерживать их внимание. У фонтана Крауна больше привлекательности, чем у других фонтанов Чикаго, таких как Букингемский фонтан, а также Фонтан Великих озёр и Фонтан времени американского скульптора Лорадо Тафта (все, кроме последнего, находятся в Грант-парке). Эти фонтаны Чикаго другие и являются традиционными: Букингемский фонтан окружён забором, а фонтаны Тафта окружены рвами. Напротив, фонтан Крауна предлагает беспрепятственно поиграть в воде фонтана.
U.S. News & World Report описывает фонтан как образцовый элемент многочисленных городских парков. Архитектурный критик из Chicago Tribune Блэр Камин, доволен вертикальностью скульптур. Он отмечает, фонтан помогает правильно изобразить современный городской парк XX века. Chicago Sun-Times описывает фонтан как «привлекательный, дружелюбный к посетителям … высокотехнологичный [и] … современный». The New York Times называет фонтан «необычным арт-объектом». Путеводитель Фроммера описывает фонтан как публичное искусство. Красота фонтана в том, по мнению San Francisco Chronicle, что это высокое концептуальное искусство, доступное всем. Financial Times называет фонтан «техно-фонтаном». Технические характеристики фонтана хвалят отраслевые журналы и отмечены различными наградами. В 2006 году проект выиграл приз Bombay Sapphire за дизайнерскую работу со стеклом. Критические отзывы не были единодушными. Один критик в Chicago Tribune не был впечатлён искусством, похожим на Jumbotron, хотя он признал, что элемент участия положительно напомнил ему лазалки в Чикаго-Пикассо.

## В массовой культуре
Фонтан изображён на обложке книги Филипа Джодидио (англ. Philip Jodidio) 2005 года «Архитектура: искусство». Хотя Пленса считается художником-концептуалистом, по словам Джодидио, Пленса создал произведение, архитектурные аспекты которого имеют первостепенное значение. Его расположение рядом со стеной исторического Мичиганского бульвара подчёркивает эти аспекты. Джодидио считает эту работу модернизацией темы гаргульи и считает, что масштаб увеличенных лиц очеловечивает работу и бросает вызов архитектуре. Башни являются неотъемлемой частью городского пространства и редкостью для современного искусства.
| - Фонтан Крауна - Ночное фото - Фонтан с видео-скульптурой (слева) |